# Мак Ниссе
Мак Ниссе (Энгус Мак Ниссе; др.‑ирл. Oengus Mac Nisse; умер около 509) — епископ, святой (дни памяти — 3 сентября и 4 сентября).

## Биография
Мак Ниссе — имя по матери, именовавшейся Кнес (др.‑ирл. Cnes) или Несс (др.‑ирл. Ness), под которым он стал известен. По преданию святой Патрик крестил его и научил петь псалмы. В житиях Патрика есть упоминания о легенде, по которой Мак Ниссе убежал с родственницей Патрика, и Патрик взмолился, чтобы у него была отрублена рука, что немедленно и случилось; место, где это произошло, получило название «Карн Лама» (Курган Руки).
Также считается, что его учителем был святой Олкан. Для своего отшельничества Мак Ниссе выбрал местечко Келс (в округе Коннор), где впоследствии основал монастырь. Считается, что святой Патрик поставил его аббатом этого монастыря. Вскоре он был избран епископом своего клана. Мак Ниссе предписывается предсказание о рождении святого Комгалла.
Святой Мак Ниссе скончался в начале VI века. Известно его краткое житие, сохранившееся в составе так называемой «Саламанкской рукописи»: оно носит компилятивный характер и основано на упоминаниях Мак Ниссе в житиях других святых.